# До побачення, синефіли
«До побачення, синефіли» – драма 2014 року. Перший повнометражний фільм режисера Станіслава Битюцького.
Займає 72-у позицію у списку 100 найкращих фільмів в історії українського кіно.

## Сюжет
Троє друзів, які колись познайомилися на кінофестивалі, збираються у темній кімнаті, щоб проводити одного з них за кордон. Разом вони обговорюють кінематограф, Революцію гідності, еміграцію з України тощо. 
Згодом друзі долучаються до вечірки кіноманів у будинку культури. Разом вони дивляться фільм і зустрічають світанок.